# 834 Бернгемія
834 Бернгемія (834 Burnhamia) — астероїд головного поясу, відкритий 20 вересня 1916 року.
Тіссеранів параметр щодо Юпітера — 3,164.